# Список объектов всемирного наследия ЮНЕСКО на Сент-Винсенте и Гренадинах
В спи́ске объе́ктов Всеми́рного насле́дия ЮНЕ́СКО на Сент-Винсент и Гренадины нет наименований, однако по состоянию на 2014 год 3 объекта на территории государства находятся в числе кандидатов на включение в список всемирного наследия, в том числе 1 — по культурным и 2 — по смешанным критериям.
Сент-Винсент и Гренадины ратифицировали Конвенцию об охране всемирного культурного и природного наследия 3 февраля 2003 года.

## Предварительный список
В таблице объекты расположены в порядке их добавления в предварительный список.
| # | Изображение | Название | Местоположение | Время создания           | Год внесения в предварительный список | №    | Критерии            |
| - | ----------- | --- | --- | ------------------------ | ------------------------------------- | ---- | ------------------- |
| 1 |             | Наскальная живопись на Сент-Винсент и Гренадины (англ. Rock Art of St. Vincent and the Grenadines): а) 13 камней; б) Петит-Бордель; в) Борруай; г) гора Винн; д) Буккаман; е) Шарпс-Стрим; ж) Индиан-Бей; з) Ямбу-1; и) Колонари   | Приходы: Сент-Андру, Сент-Джордж, Сент-Дэвид, Сент-Патрик, Шарлотта                                                         | 3-е тысячелетие до н. э. | 2012                                  | 5749 | iii, v, vi          |
| 2 |             | Группа островов Гренадины (англ. Grenadines Island Group): а) Бекия; б) Иль-ля-Кватре; в) Балисо; г) Мюстик; д) Саван; е) Кануан; ж) Сейл-Рок; з) Меро; и) рифы Тобаго; к) Юнион; л) Палм-Айленд; м) Мопион; н) Малый Сент-Винсент | Сент-Винсент и Гренадины · Приход: Гренадины · Гренада · Округ Сент-Патрик и зависимая территория Карриаку и Малый Мартиник | —                        | 2012                                  | 5750 | iii, iv, v, viii, x |
| 3 |             | Национальный парк Ла-Суфриер (англ. The La Soufrière National Park) | Приходы: Сент-Дэвид, Шарлотта                                                                                               | —                        | 2012                                  | 5751 | iii, viii           |